# Prosopodesmus jacobsoni
Prosopodesmus jacobsoni är en mångfotingart som beskrevs av Filippo Silvestri 1910. Prosopodesmus jacobsoni ingår i släktet Prosopodesmus och familjen Stylodesmidae. Inga underarter finns listade i Catalogue of Life.